# Pyun Hye-young
Pyun Hye-young, in hangŭl: 편혜영 (Seul, 1972), è una scrittrice sudcoreana.

## Biografia
Nata nel 1972 a Seul, si è laureata al dipartimento di arti creative della Seoul Arts College  e ha conseguito un M.A. in lingua e letteratura coreana all'Università Hanyang.
Ha esordito nella narrativa nel 2000 con il racconto Iseul teolgi alternando la pubblicazione di opere a lavori d'ufficio (tema che sarà ricorrente nei suoi scritti) fino al 2008, anno in cui ha lasciato il lavoro per dedicarsi esclusivamente alla scrittura.
Tra i riconoscimenti ottenuti si segnala il Premio Shirley Jackson del 2017 per il romanzo The Hole.

## Opere (parziale)

### Raccolte di racconti
- 아오이 가든  (2005)
- 사육장 쪽으로 (2007)
- 토끼의 묘 (2009)

### Romanzi
- 재와 빨강 (2010)
- The hole (홀, 2017), Milano, Mondadori, 2023 traduzione di Lia Iovenitti ISBN 978-88-04-75853-2.

## Premi e riconoscimenti

### Vincitrice
Premio letterario Dong-in
- 2011 con 저녁의 구애[7]

Premio letterario Yi Sang
- 2014 con 몬순[8]

Premio Shirley Jackson
- 2017 nella categoria "Miglior romanzo" con The Hole[9]